# 水湳洞選煉廠遺址
水湳洞選煉廠遺址，又稱為十三層遺址，是位於台灣新北市瑞芳區臺2線濱海公路78.5公里處的一處選煉廠遺址，興建於1933年（昭和8年），過去為處理金瓜石礦砂生產粗銅的選礦煉製場，具地方歷史之學術意義及產業文化價值，並在2007年登錄為歷史建築，現選煉廠與附屬建築群則為台灣電力公司所有。

## 歷史

### 日治時期

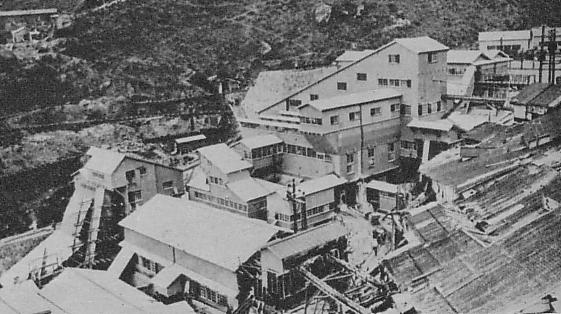
日治時期的金瓜石礦山

金瓜石礦山在1890年代開始開採金礦，隨著日本當局於1896年頒布「臺灣礦業規則」，日本人開始於九份、金瓜石一帶地區建立了從採礦到製煉的一貫體系1904年（明治37年）分別在本山礦床、金瓜石溪北部山丘發現硫砷銅礦（Enargite），這是一種具有經濟價值的稀有礦物，礦石中蘊藏著豐富的金與銀，金瓜石礦山硫砷銅礦的礦藏量數量龐大，是世界少見案例。
當時日人田中長兵衛為了從礦石中粹取金、銀、銅，根據硫砷銅礦的特性，於1906年（明治39年）於水湳洞九份溪東側新建熔礦製煉所，建築物隔年竣工，開始以乾式製煉法冶鍊含金銀銅的硫砷銅礦石，生產銅礦。由於建築群設施持續改建，熔礦製煉所於1910年代相繼興建了礦山事務所、泥礦製煉所、礦山發電所、木工作事場等附屬設施，直到1923年（大正12年）因成本過高而停止運作，勞動人口數逐漸減少。。 
1933年（昭和8年），日本鑛業株式會社買下金瓜石鑛山株式會社，更名為臺灣鑛業株式會社，並隨即進行全泥式浮遊選礦場、全泥式青化製鍊場周圍設施的新建工程，並在1935年（昭和10年）完成第一期興建工程，於1936年（昭和11年）完成第二期工程，該建築群依山坡地勢而建，也就是俗稱的「十三層」。

### 戰後時期
第二次世界大戰期間，該廠房曾遭美軍轟炸而損毀，直到戰爭結束後，選鑛場才由臺灣金屬礦業股份有限公司接收礦區進行修復工程，在新增設備後繼續使用並在1978年之後陸續在樹梅地區、第三長仁礦體附近大規模的露天開採，同時順應當時台灣經濟發展對銅原料的需求，在經濟部的特別支持下，臺金於1977年7月金選址水湳洞與南雅之間的哩咾聚落新建禮樂煉銅廠。
1987年臺灣金屬礦業股份有限公司結束營運，水湳洞選煉廠併入台灣電力公司，建物因而閒置無運作。

### 文資與活化

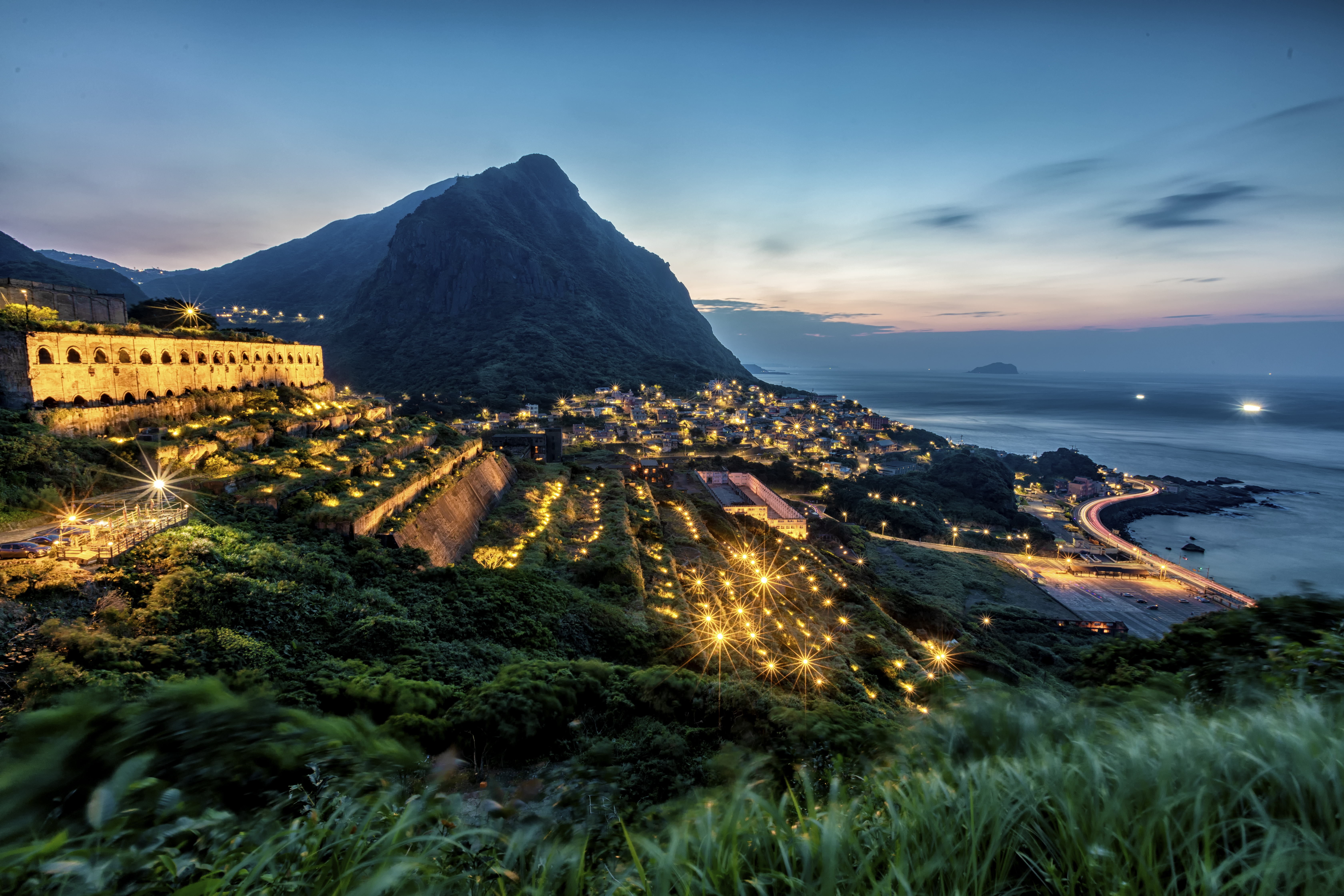
點燈後的水湳洞選煉廠

2001年，水湳洞選煉廠遺址入選中華民國各縣市歷史建築十景中，臺北縣十景之列並在2003年與因完整地保存產業遺產面貌與豐富的歷史文化遺跡，被評選出具備登錄為水金九礦業遺址之臺灣世界遺產潛力點案例。
2004年，配合水金九地區假日交通管制，水湳洞選煉廠前方原沉澱銅池遺址被規劃成為停車場提供遊客使用。2007年臺北縣政府（現新北市政府）登錄水湳洞選煉廠為歷史建築。近年，文化部文化資產局曾舉辦對於「水湳洞選煉廠遺址」、「水湳洞本山六坑口及索道系統」及文化景觀「瑞芳區臺金濓洞煉銅廠煙道」現勘及活化暨座談會議。
2017年至2019年間，台灣電力公司邀請燈光藝術家周鍊、一隱照明設計顧問與藝術家何采柔共同創作「點亮十三層」公共藝術案以融合在地環境，在獲新北市議會審議後，最終則於2019年正式啟用，並在晚間6至9時以燈光藝術展現水湳洞選煉廠的建築特色。該燈光將持續使用至2023年。

## 設備及功能

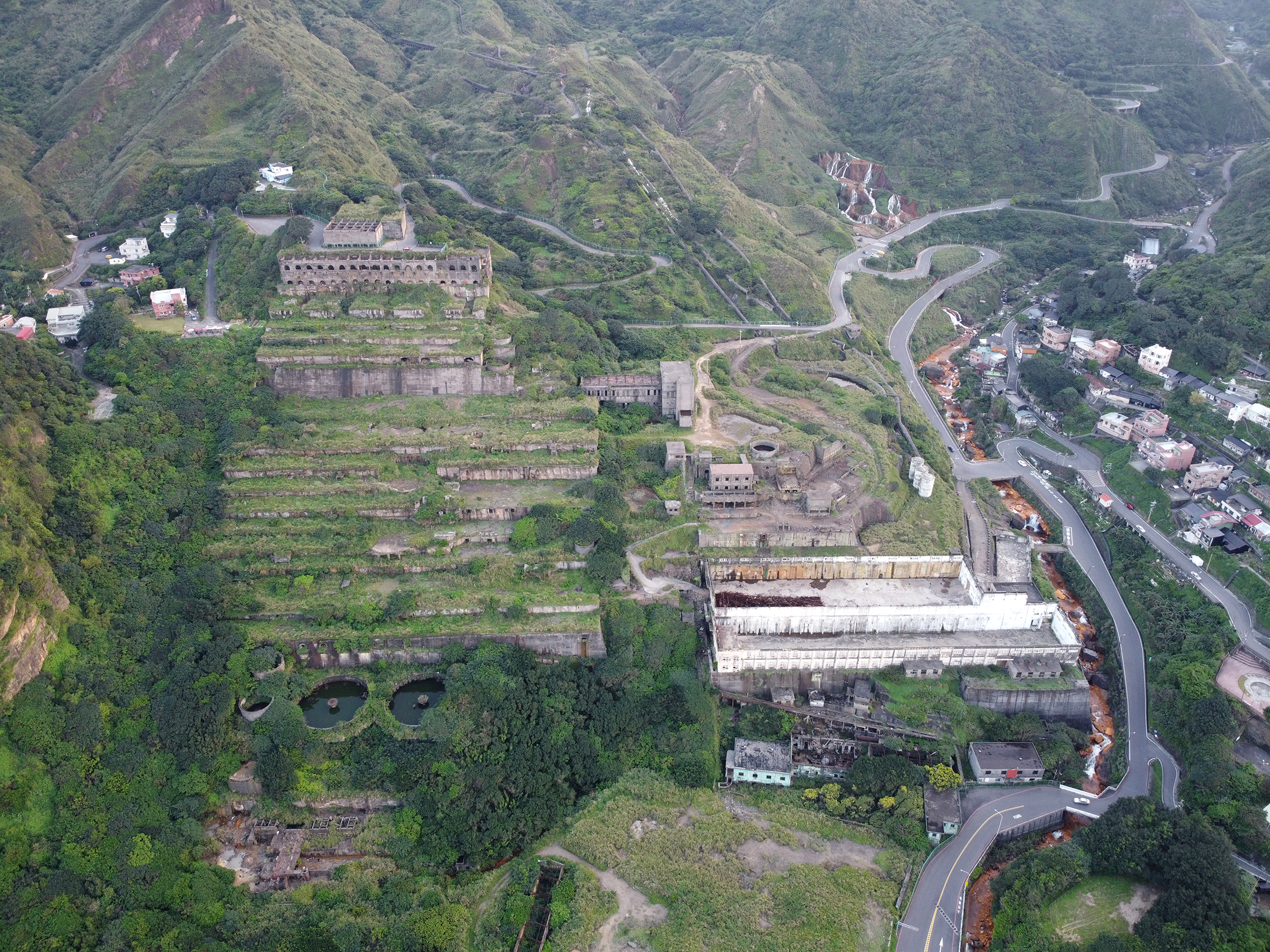
水湳洞選煉廠空拍照

水湳洞選煉廠建築群座落在山坡上，依照興建年代能夠分類成選煉廠（日治時期興建）、煉銅廠（臺金時期興建）等系統群，其利用地勢坡度對應選礦程序，設計運送礦砂的輸送系統及廠房內各樓層設備與生產流程，並在周圍地區如第二長仁、第三長仁、松、竹、梅等礦床設有選礦所。此外本山七坑口遺址則設在選煉廠底下，該坑共有主坑口及附坑口的設計，為戰後所興建。

### 選煉廠

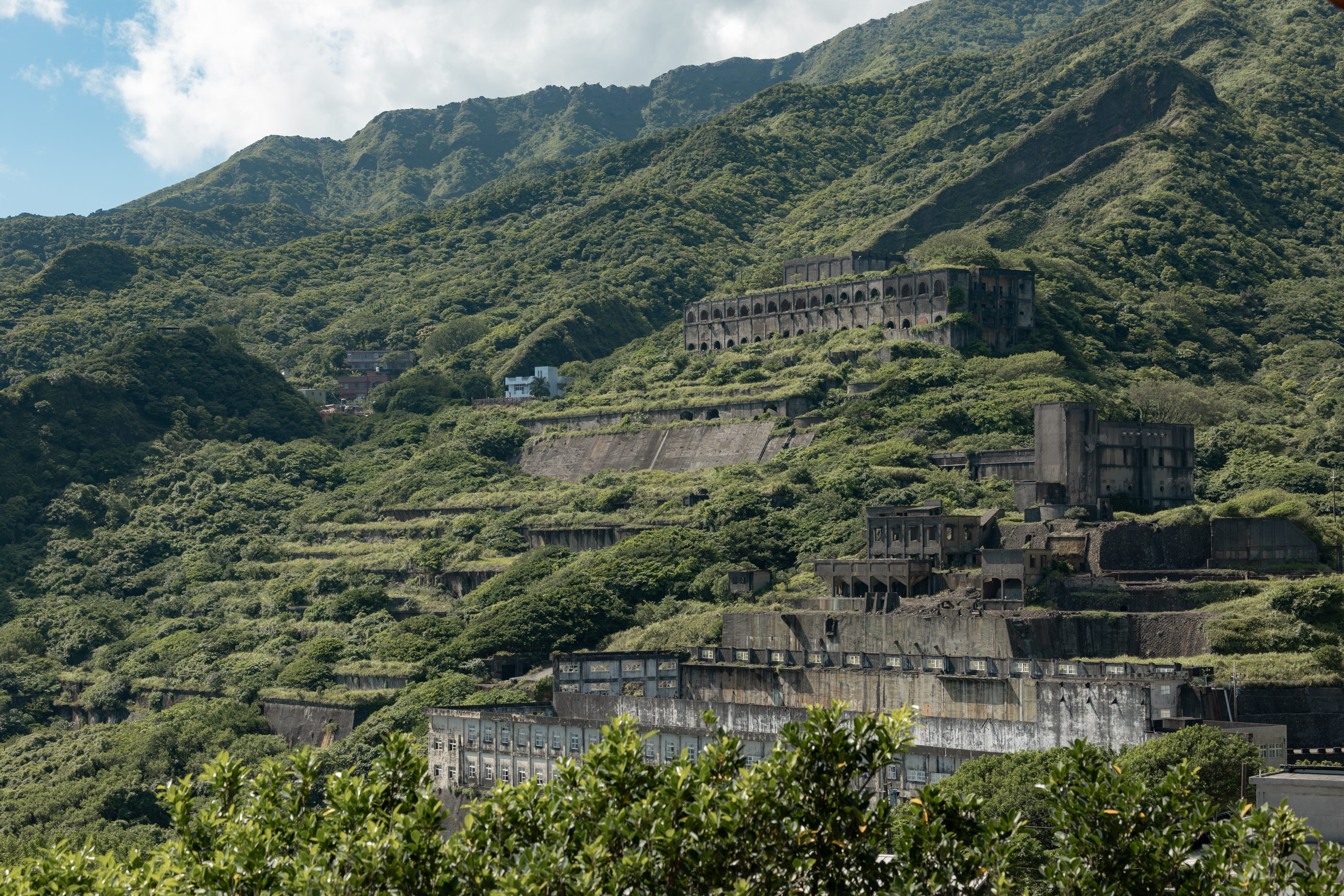
從遠方遙望水湳洞選煉廠遺址
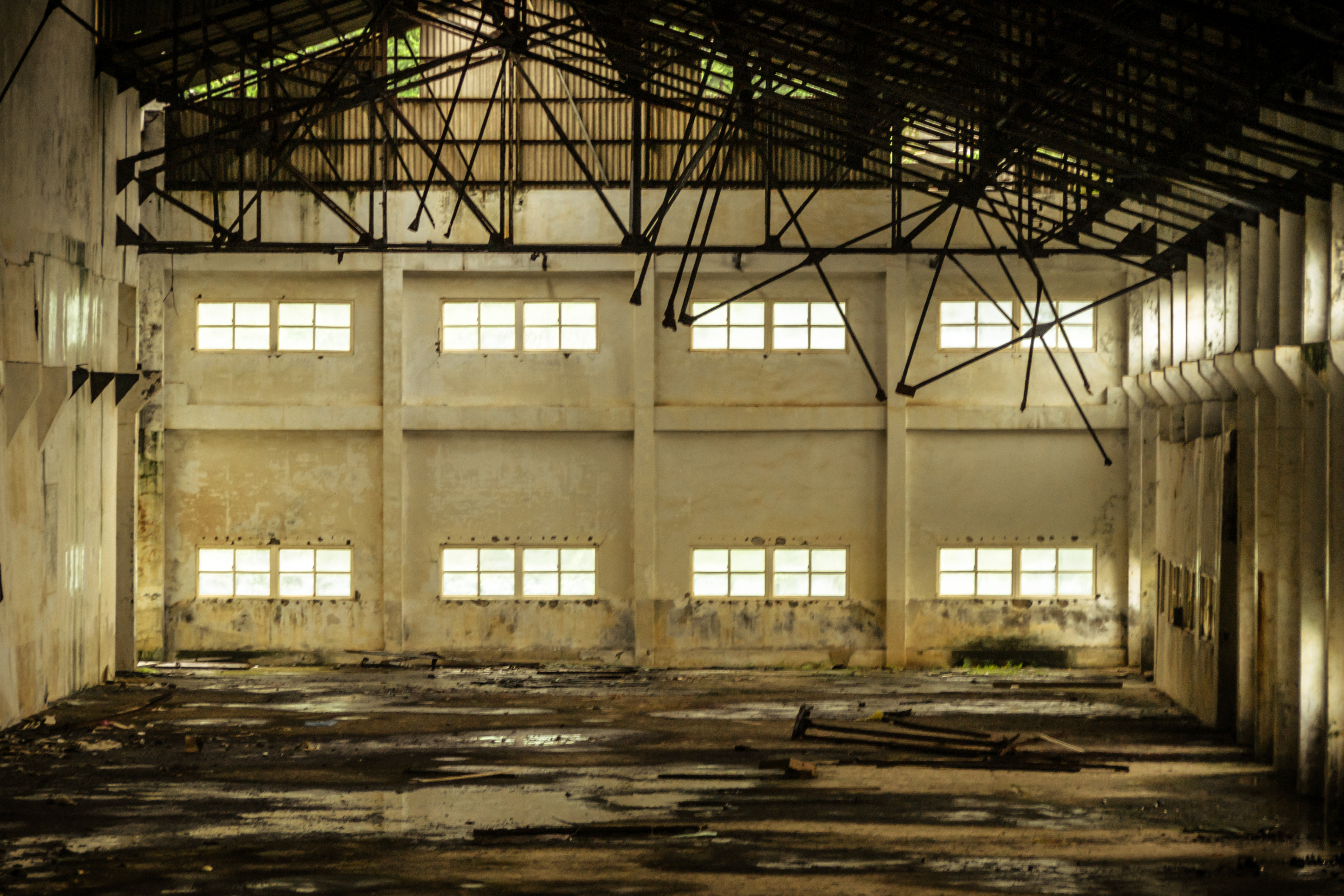
選煉廠倉庫內部
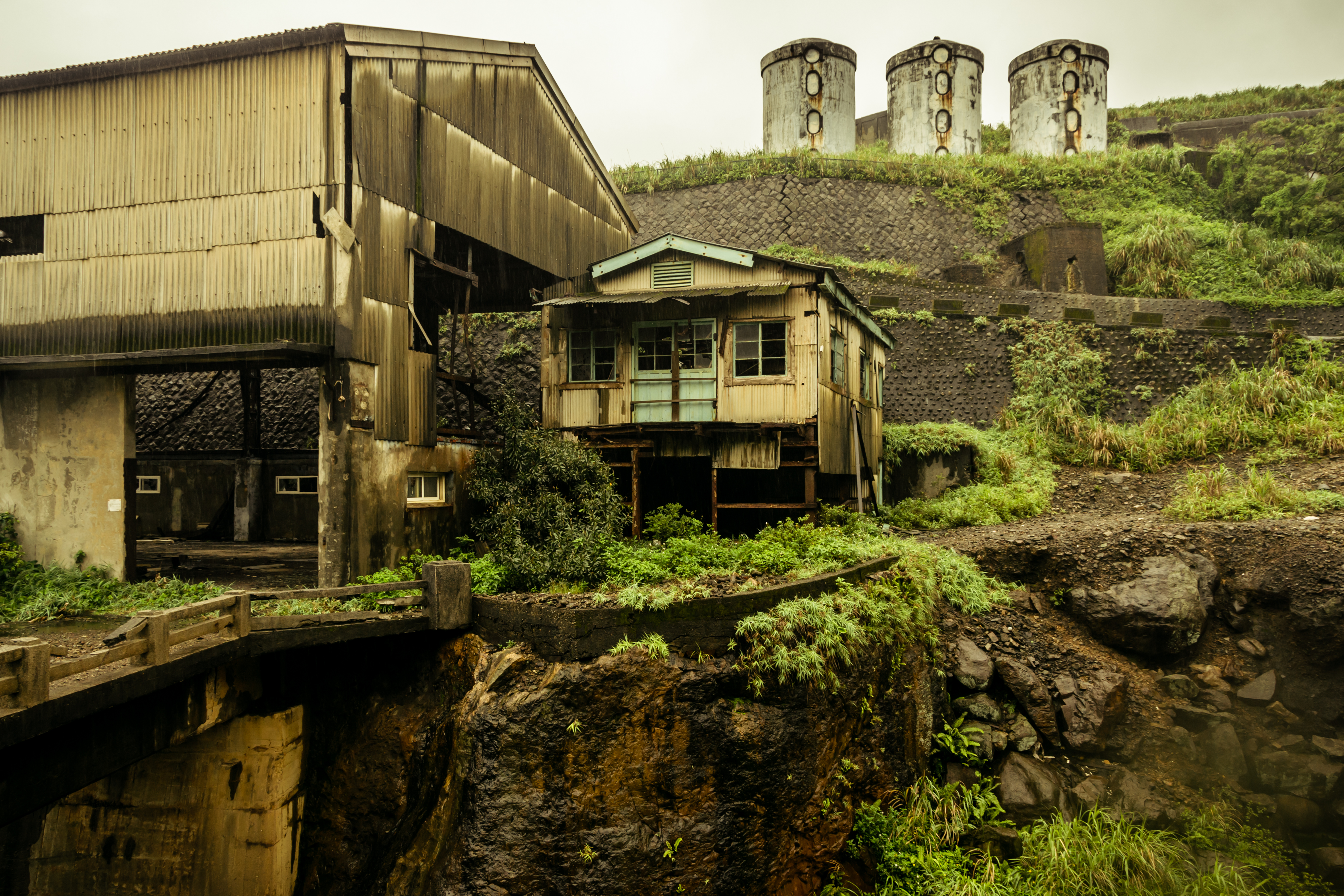
煉廠殘蹟

選廠為1935年（昭和10年）完工，其設施則包含試驗工場、碎礦工場、氰化工場、浮選工場等4個單位，實際共有18個樓層。
作業方面，則從金瓜石礦區露天與坑內開採的礦石透過索道系統運送到選煉廠最高樓層，利用碎礦設備壓碎至小於20mm粉狀後，以濕法磨礦、浮選成為礦漿，從坑內開採的含銅礦漿經浮選後，取出銅精砂，最後送至煉銅廠煉製；含金量高的礦漿則是再施以氰化法，粹取出金銀礦物，送到貴金屬煉廠冶煉。露天開採的金礦含矽量高，在選廠碎礦之後可以送至煉銅廠作為煉銅熔劑，煉銅過程會同時回收金銀。 此外在建築底下設有沉澱銅池、機械工程區、石渣場、廢鐵廠、木頭設施。
1987年，由於受到颱風琳恩的災情影響，使得選煉廠的沉澱銅池和周遭建築遭到土石流影響而全毀，建築物的原始位置後則在2000年整建成停車場。

### 煉銅廠
濂洞煉銅廠共分為三期興建，選廠於1969年完工，第二期煙道於1971年完工、第三期煙道則於1973年完工。共設有三座脫硫洗滌塔、銅去皮工場、貯水池、變電所等設施。

#### 廢煙道
1973年11月14日，臺金公司於煉廠進行鑛砂到製煉作業期間，其中因煉銅所產生的硫化氫因未妥善回收處理，造成金瓜石、水南洞地區生活環境造成嚴重影響，為了改善排煙設備，臺金於煉銅廠周圍地區興建1000多公尺的排煙道，利用舊坑道將廢棄轉移至後山山谷排放。
第一條煙道長度約1030公尺，因設計不良在啟用不久後便浸腐，後則興建第二條煙道（850公尺）及第三條煙道（1000公尺）的工程，三者煙道為圓拱型鋼筋混凝土結構，寬約2.4公尺，高約2.6公尺，管壁厚度30公分。其中第三條煙道竣工時因應煉銅廠停止營運，因而併入禮樂煉銅廠營運從而未使用。目前該三條煙道依然保存，曾在2010年代間受到大量人潮，一時造訪新興的旅遊景點。
2016年，因應廢煙道為「土壤及地下水汙染控制場址」，其內部仍存有重金屬砷、銅等超標污染物質，以及廢煙道結構坍塌風險，新北市政府文化局及環保局則決議封閉廢煙道，並加裝鐵圍籬阻止遊客及民眾進入。

## 附屬設施

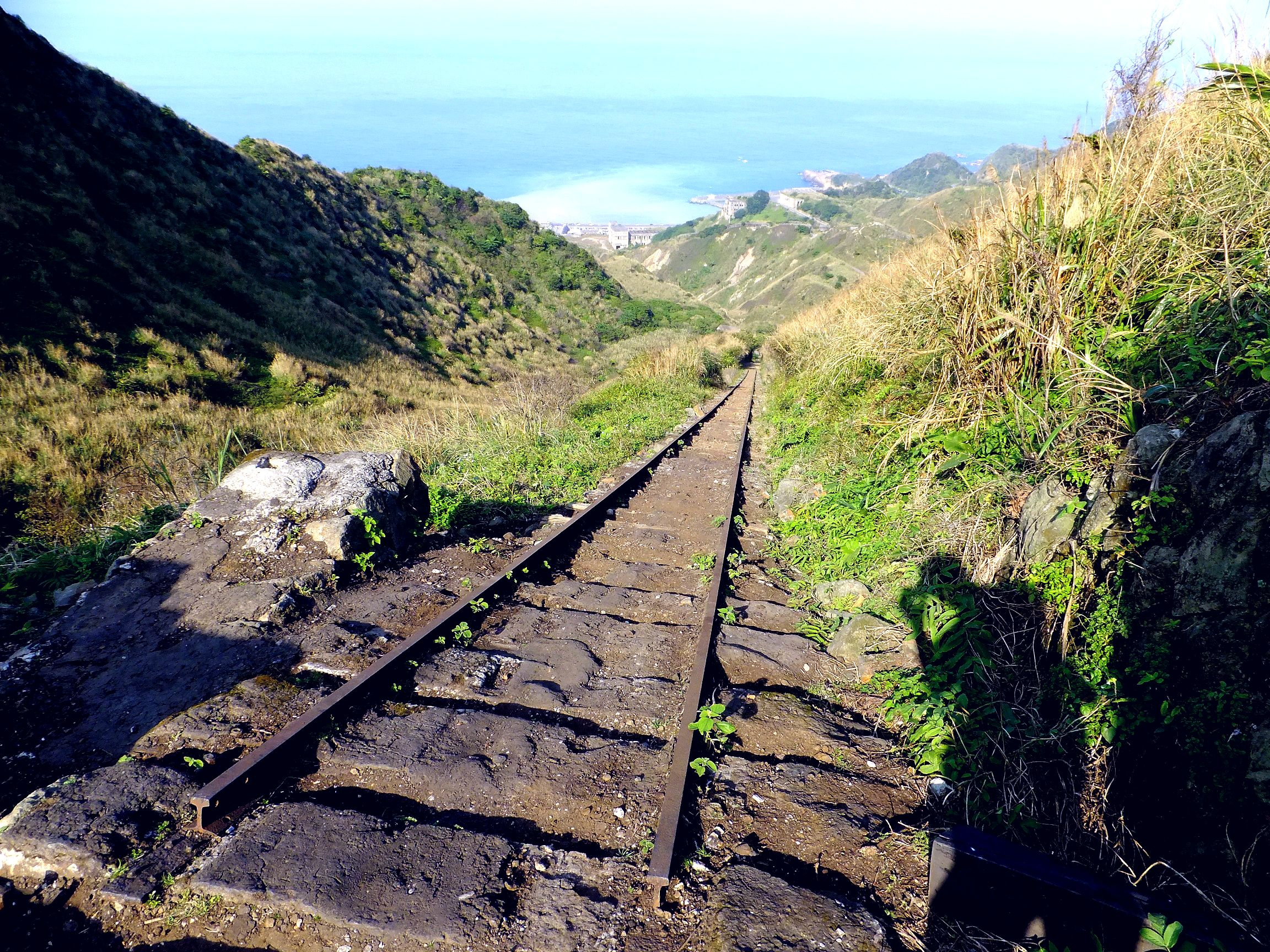
水湳洞本山六坑口及索道系統，可以連結到選煉廠最頂層

### 運輸系統
在選煉廠興建之前，本山系金礦則設有無極索道、斜坡索道、架空索道等系統或斜坡索道進行礦石、貨物及人員的來回運輸，目前本山六坑口及索道系統尚保存機器房遺址與軌道遺跡，已由新北市政府於2013年12月登錄為歷史建築。此外廢煙道一號旁尚存長仁粗選場遺址。

### 水圳系統
此外日本鑛業株式會社規劃興建水圳系統以供應新建選煉廠所需水源，其水圳系統包括水壩、圳道（或稱圳溝、水溝）、沈砂池（水櫃）及水圳橋等建設，該系統後以「金瓜石礦業圳道及圳橋」之名公告指定為市定古蹟。

### 住宅區
水湳洞的聚落發展和礦業發展也有著密切關係，早於1906年（明治39年）選礦場興建後，為提供選煉廠員工與其眷屬居住，選擇於九份溪對面的山坡地陸續興建屋舍供日本員工居住，房舍分四戶一列和六戶一列兩種，四戶一列予監工級員工，配個別廁所及洗澡間，六戶一列為一般員工居住，設有個別廁所，但洗澡間共用，漢人礦工則自行在附近銅礦仔、磺窟仔興建工寮。
後在1934年及1935年間，日本鑛業株式會社因應選煉廠興建工程，進行「水南洞住宅地計畫圖」與「水南洞地區供水管平面圖」規劃，於選煉廠旁興建職員社宅、鑛夫社宅、鑛夫社宅、合宿及其他公共設施。隨著礦業的沒落，居民陸續搬走，留在社區的大多是年老一輩或臺金的舊員工居多。目前居住區域為濂洞里和濂新里（長仁社區）一代範圍，保存之建築群僅剩水南洞宿舍建築群、中山堂、 室內球場（後改建為第一戲院）、警察局、原瑞芳公學校金瓜石分教室（現為濂洞國民小學）、天主堂等設施。

## 另見
- 新北市立黃金博物館
- 金瓜石
- 新平溪煤礦博物園區
- 猴硐煤礦博物園區
- 端島

## 外部連結
- 水湳洞十三層遺址 - 新北市觀光旅遊網 （页面存档备份，存于）
- 水湳洞選煉廠 - 新北市立黃金博物館 （页面存档备份，存于）